# 宮代町立百間小学校
宮代町立百間小学校（みやしろちょうりつ もんましょうがっこう）は、埼玉県南埼玉郡宮代町にある公立小学校。

## 沿革
1873年、西光院を校舎として創設。当時は「進修学校」と称した。1875年には宝生院に校舎を移転。1882年には名称を「百間学校」とし、1886年の小学校令布告に伴い「百間尋常小学校」と改称。1910年、新築校舎が落成。その後1911年、1917年、1926年と3回に渡って校舎を増築する。
1933年、川島分教場が創設される。川島分教場は1958年に宮代町立東小学校として分離独立する。
1963年、新築鉄筋校舎落成。1968年には宮沢章治が作詞し、岡本敏明が作曲した校歌を制定した。1974年、第3校舎竣工。1978年、第4校舎竣工。
1990年、完全給食が開始される。2018年、全普通教室にエアコンが設置される。2019年、校庭の滑り台が国の登録有形文化財に登録される。

## 特色
校舎を挟むように校庭が2つある。通学路側に位置する第1校庭には遊具が多くあり、1-3年生が利用する。反対側の第2校庭は4-6年生が利用し、集会や学校行事も第2校庭で行われる。
第1校庭に設置されているコンクリート造の滑り台は、現在も学校で使用されているものとしては最古のもので、国の有形文化財に登録されている。滑り台の銘板によれば1926年11月28日、野口丈左ヱ門によって寄贈されたもの。

## 学区
- 宮代町
  - 字西原、字東、字中、字金原、字逆井、字山崎、字姫宮、字川端、字宮東
  - 川端1 - 4丁目
  - 東姫宮1・2丁目

出典：

## 進学先の中学校
- 宮代町立前原中学校（宮代町字中） - 指定校

1997年度以降は宮代町宮代にある「宮代町立百間中学校」へ進学することも可能である。
出典：

## アクセス

### 鉄道
東武伊勢崎線 - 姫宮駅から徒歩で20分（1.4km）

## 周辺
- 福祉交流館すてっぷ宮代
- 宮代町郷土資料館
- 埼玉県立宮代高等学校